# Västgöta regemente
Västgöta regemente – jeden z pułków kawalerii szwedzkiej (1627–1811), a następnie piechoty szwedzkiej (1811–1927). Marsz pułkowy z lat 1890-1927 nosi nazwę: Skarpöborgarnas marsch. Barwami pułkowymi były żółty i czarny.

## Skład w 1833
- Livkompaniet
- Laske kompani
- Älvsborgs kompani
- Barne kompani
- Kåkinds kompani
- Vadsbo kompani
- Gudhems kompani
- Vartofta kompani